# Bosnia y Herzegovina en los Juegos Paralímpicos de Sochi 2014
Bosnia y Herzegovina estuvo representada en los Juegos Paralímpicos de Sochi 2014 por dos deportistas, un hombre y una mujer. El equipo paralímpico bosnio no obtuvo ninguna medalla en estos Juegos.